# NGC 3308
NGC 3308 ist eine linsenförmige Galaxie vom Hubble-Typ S0 im Sternbild Hydra südlich des Himmelsäquators. Sie ist schätzungsweise 150 Millionen Lichtjahre von der Milchstraße entfernt und ist Mitglied des Hydra-Galaxienhaufens Abell 1060.
Das Objekt wurde am 24. März 1835 vom britischen Astronomen John Herschel entdeckt.